# Svíahnúkar
Svíahnúkar är två bergstoppar på berget Grímsfjall i mitten av Vatnajökull i republiken Island. De har sitt namn efter svenskarna Wadell & Ygberg.
Den ligger i regionen Suðurland, 220 km öster om huvudstaden Reykjavík. Toppen på Svíahnúkar är 1 719 meter över havet.
Trakten runt Svíahnúkar är nära nog obefolkad, med mindre än två invånare per kvadratkilometer. Det finns inga samhällen i närheten. Trakten runt Svíahnúkar är permanent täckt av is och snö.